# Łukasz Opaliński młodszy
Łukasz Opaliński herbu Łodzia, łacińska forma nazwiska: Luca Opalinius, pseud. anagramiczny: Paulus Naeocelius, (ur. 1612, zm. 15 czerwca 1662) – marszałek nadworny koronny (od 1650), starosta pobiedziski (od 1631), marszałek sejmu zwyczajnego w Warszawie (1638), podkomorzy kaliski (1638–1640), podkomorzy poznański (od 1640), starosta hrubieszowski, poeta, satyryk, pisarz polityczny i teoretyk literatury.

## Życiorys
Był synem Piotra Opalińskiego, wojewody poznańskiego i Zofii z Kostków oraz bratem Krzysztofa. Odebrał wszechstronne wykształcenie: był wychowankiem Akademii Lubrańskiego w Poznaniu (1620-1625), jak też uniwersytetów w Louvain, Orleanie i Padwie .
28 listopada 1639 ożenił się z Izabelą Tęczyńską (córką wojewody krakowskiego Jana Magnusa Tęczyńskiego), co pozwoliło mu odziedziczyć rozległe dobra Tęczyńskich. Dzięki tym funduszom zgromadził jedną z największych bibliotek ówczesnej Europy. Z Izabelą Tęczyńską miał dzieci, którymi byli: Jan Opaliński, Stanisław Łukasz Opaliński i Zofia Anna Elżbieta Opalińska.
Był członkiem konfederacji generalnej zawiązanej 16 lipca 1632 roku. Działalność polityczną rozpoczął w wieku 20 lat jako poseł województwa poznańskiego na sejmie elekcyjnym w 1632, na którym głosował za wyborem królewicza Władysława na króla Polski. W przeciwieństwie do poglądów brata, jego zainteresowania polityczne obracały się wokół stronnictwa króla i jego dworu. Wielokrotnie posłował na sejmy i był członkiem rozmaitych komisji sejmowych (wojskowych, skarbowych i traktatowych). 
Poseł na sejm zwyczajny 1635 roku, sejm 1638 roku, sejm 1639 roku, sejm 1640 roku, sejm 1645 roku.
W 1638 był marszałkiem sejmu. Został też mianowany podkomorzym kaliskim, a następnie poznańskim. Po śmierci Władysława IV był posłem na sejm konwokacyjny 1648 roku i elektorem Jana II Kazimierza Wazy z województwa poznańskiego w 1648 roku. Był członkiem konfederacji generalnej zawiązanej 31 lipca 1648 roku. Poseł sejmiku średzkiego na sejm koronacyjny 1649 roku. Poseł na sejm 1649/1650 roku z sejmiku średzkiego województw poznańskiego i kaliskiego. Na polecenie króla przewodniczył sądowi rozpatrującemu oskarżenie podkanclerzego Hieronima Radziejowskiego za obrazę majestatu (1652) . Radziejowski został skazany na śmierć (zaocznie), a wobec jego ucieczki, na infamię i banicję.
Podczas potopu szwedzkiego pozostał przy królu, towarzysząc mu w ucieczce na Śląsk. W późniejszym okresie popierał projekty reform ustrojowych, np. dworskie projekty elekcji vivente rege na sejmach w 1661 i 1662. 
W 1661 roku otrzymał ze skarbu francuskiego 12 000 liwrów. W 1661 roku uczestniczył w powstaniu pierwszej polskiej gazety Merkuriusza Polskiego .
Pochowany wraz z żoną Izabelą Tęczyńską w Końskowoli, w krypcie kościoła parafialnego, pod pomnikiem personifikującym Vanitas - Marność, opatrzonym herbem Opalińskich – Łodzia.

## Twórczość
Był jednym z najlepiej wyształconych ludzi tego okresu Rzeczypospolitej. Znał łacinę (antyczną i współczesną), starogrecki, hebrajski. Był dobrze obeznany z literaturą klasyczną i współczesną. Wraz z bratem założył bogato wyposażoną bibliotekę w Sierakowie (jej zbiory rozdzielono między braci w 1648) .
Interpretacja poglądów Opalińskiego jest przedmiotem sporów, a jego pisma są niejednoznaczne. Niewątpliwie był mocnym zwolennikiem katolicyzmu, który uważał, za jedyną prawdziwą wiarę i konieczną podstawę ustroju państwa. Inne wyznania i odłamy chrześcijaństwa uznawał za błędne czy heretyckie . W przeciwieństwie jednak do wielu innych współczesnych mu autorów, jego myśl polityczna i proponowane przez niego zmiany ustrojowe miały charakter przede wszystkim świecki. 
Duże znaczenie mają jego analizy ustrojowe, w których porównuje różne formy porządków państwowych i konfrontuje je z ustrojem Rzeczypospolitej. Jako jeden z nielicznych możnowładców swojej epoki dostrzegał słabości instytucji Rzeczypospolitej i proponował ich reformę. Wiele jego uwag dotyczyło koniecznych zmian w sposobie funkcjonowania Sejmu, np. wprowadzeniu jego regulaminu obrad, ograniczenia liberum veto i instrukcji poselskich, wcześniejszego (przed rozpoczęciem obrad) przygotowywania projektów instrukcji i artykułów sejmowych, ustalania kolejności spraw według ich wagi 
. W De officis libri tres krytykował koncepcję mieszanej formy ustrojowej i opowiadał się za wzmocnieniem władzy monarszej. Kiedy w 1614 John Barclay wydał Icon Animorum w której m.in. krytykował ustrój Rzeczypospolitej, Opaliński napisał w odpowiedzi apologię jej ustroju (Polonia defensa contra Ioan). Utwór był początkowo przeznaczony dla zagranicznych czytelników, jednak zdobył popularność również w kraju, gdzie umocniło przekonanie o doskonałości polskich instytucji politycznych, a jego argumentacja weszła do stałego repertuaru przeciwników reform. Przeciwną wymowę wydaje się mieć Rozmowa Plebana z Ziemianinem, najczęściej interpretowana jako krytyka relacji stanowych. Nie jest to jednak niewątpliwe, a Opaliński mógł się utożsamiać ze stanowiskiem Ziemianina .  

### Główne dzieła

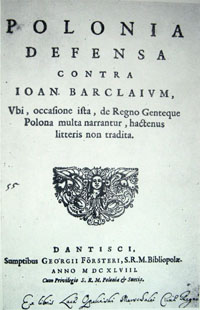
Strona tytułowa "Polonia defensa contra Barclaium in Europa" (1648).

- Rozmowa plebana z ziemianinem albo dyszkurs o postanowieniu teraźniejszym Rzeczypospolitej i o sposobie zawierania sejmów R.P. 1641, 2 różne edycje, wyd. anonimowo, (krytyka istniejącego porządku, przedstawienie środków zmierzających ku zwiększeniu władzy króla i senatu); wyd. krytyczne: L. Kamykowski "Pisma polskie", Warszawa 1938, Biblioteka Zapomnianych Poetów i Prozaików Polskich XVI-XVIII w., seria II, zeszyt 6
- Dyszkurs o pomnożeniu miast w Polszcze, Kraków 1648, drukarnia Ł. Kupisz (według fikcyjnego zapisu na karcie tytułowej jest to przedr. edycji z 1617); przedr. E. Lipiński: Rozprawa "O pomnożeniu miast w Polsce", Zeszyty Naukowe Szkoły Głównej Planowania i Statystyki, zeszyt 1 (1953); J. Górski, E. Lipiński "Merkantylistyczna myśl ekonomiczna w Polsce XVI i XVII wieku. Wybór pism", Warszawa 1958, Historia Polskiej Myśli Społeczno-Ekonomicznej
- Polonia defensa contra Joannem Barclaium, Gdańsk 1648 (według J. D. A. Janockiego, właściwie dr. w Amsterdamie; wyd. anonimowe); przedr. J. Daneykowicz Ostrowski Swada polska i łacińska, t. 2: Suada latina, cz. 3, Lublin 1747; W. Mitzler de Kolof Historiarum Poloniae et Magni Ducatus Lithuaniae scriptorum... omnium collectio, t. 1, Warszawa 1761; fragmenty przedr. B. Baranowski, W. Lewandowski, J. S. Piątkowski Upadek kultury w Polsce w dobie reakcji katolickiej XVII-XVIII w. Wypisy źródłowe, Warszawa 1950; przekł. polski K. Tyszkowski pt. "Obrona Polski", Lwów 1921, Biblioteka Pisarzy Politycznych, t. 2, (apologia Polski w odpowiedzi na J. Barclaya Icon sive descriptio animorum)
- Coś nowego – pisanego roku 1652, powst. 1652, częściowo prawdopodobnie już w 1650 (według J. Krzyżanowskiego) lub w latach 1652-1660 (według L. Kamykowskiego); dzieło zachowało się w kilku odpisach; fragmenty ogłosił I. Franko "Chmelnyszczyna 1648-9 rokiw w suczasnych wirszach", Zapysky Nauk. Tow. im. Szewczenka 1898, t. 23/24 (nie podając autorstwa Ł. Opalińskiego); całość z odpisu współczesnego (rękopis Ossolineum nr 648/I); wyd. krytyczne: L. Kamykowski "Pisma polskie", Warszawa 1938, Biblioteka Zapomnianych Poetów i Prozaików Polskich XVI-XVIII w., seria II, zeszyt 6; fragmenty przedr.: Poradnik dla Nauczycieli 1946/1947, nr 8/9, s. 96-97; J. Kijas w wyd.: Krzysztof i Łukasz Opalińscy "Wybór satyr", Kraków 1950, Biblioteka Arcydzieł Poezji i Prozy nr 85; błędna kopia: rękopis Czartoryskich nr 1882, (satyra polityczna, paszkwil na Radziejowskiego; istnienie współczesnego druku nie jest pewne; wypowiadają się za nim: G. Korbut, hipotetycznie L. Kamykowski; przeciwko niemu: J. Krzyżanowski, T. Mikulski)
- Pauli Naeoceli de officiis libri tres, Kraków 1659 (traktat filozoficzno-moralny używany w XVII w. jako podręcznik do nauki etyki w kolegiach jezuickich), drukarnia F. Cezarego (za życia autora wybito tylko 20 egz. pod anagramatem); wyd. następne: Bibliopolium Forsterianum, Amsterdam 1668 (pod nazwiskiem autora); Wiedeń 1674; Amsterdam 1689; Augsburg 1700; Królewiec 1703; Passawa 1709; Kraków 1751; Wiedeń 1773; fragm. księgi 3. (z uwagami polemicznymi A. M. Heidenreicha) przedr. pt. Praescriptiones contra sic dictos heterodoxos, Jena 1677
- Praepositiones in quibus recta et coram Deo considerantes quisque non pertinax erroneas opiniones circa fidem effugiat, brak miejsca i roku wydania (prawdopodobnie przedr. fragmenty Pauli Naeoceli de officiis libri tres)
- Poeta nowy powst. według A. Brücknera i S. Zawadzkiego przed 1661, według L. Kamykowskiego w okresie: styczeń 1661 – 15 czerwca 1662; z rękopisu Ossolineum – odpisu współczesnego ogł. J. Przybylski, Kraków (1783-1785); wyd. krytyczne (z rękopisów Biblioteki Czartoryskich nr 439, gdzie jest pt. Poeta nowy wielkiego i godnego senatora – i Ossolineum) L. Kamykowski pt. Poeta nowy; fragmenty wyd. A. Bełcikowski "O satyrach polskich XVII wieku", Świt (Lwów) 1872, nr 7-11; także przedr. w książce Ze studiów na literaturą polską, Warszawa 1886; P. Chmielowski Dzieje krytyki literackiej w Polsce, Warszawa 1902, s. 48-51; S. Zawadzki "O pismach Ł. Opalińskiego", Prace Komisji do Badań nad Historią Literatury i Oświaty Towarzystwa Naukowego Warszawskiego, t. 1 (1914) i odb., (dzieło znane jako pierwsza poetyka polska)
- Cztery mowy, ogł. J. S. Pisarski Mowca polski, t. 1, Kalisz 1668; t. 2, Kalisz 1676
- Sermo in funere mareschalcae Regni, ogł. J. A. Jabłonowski Musaeum polonum, Lwów 1752
- Salutatio Vladislai IV regis ad comitia, ogł. J. A. Jabłonowski Musaeum polonum, Lwów 1752
- Epistola ad regem Joannem Casimirum gratiarum actoria pro gratia curiae regalis, ogł. S. Wysocki Orator polonus, Warszawa 1740
- De causa haereseos ac remediis eiusdem, zaginione (wiad. podał K. Niesiecki Korona polska, t. 3, Lwów 1740, s. 437)
- Epistolae cultae et morales, zaginione (wiad. podał K. Niesiecki Korona polska, t. 3, Lwów 1740, s. 437)
- Historia dziejów tak w Polszcze jako i w cudzych krajach, zaginione (wiad. podał K. Niesiecki Korona polska, t. 3, Lwów 1740, s. 437)
- Judicium de statu ac bellis Sveticis in Imperio gestis per annos triginta, zaginione (wiad. podał K. Niesiecki Korona polska, t. 3, Lwów 1740, s. 437)

### Wydania zbiorowe
- Pisma polskie, wyd. L. Kamykowski, Warszawa 1938, Biblioteka Zapomnianych Poetów i Prozaików Polskich XVI-XVIII w., seria II, zeszyt 6, (zawiera: Rozmowa plebana z ziemianinem albo dyszkurs o postanowieniu teraźniejszym Rzeczypospolitej i o sposobie zawierania sejmów R.P. 1641, Polonia defensa contra Joannem Barclaium i Praepositiones in quibus recta et coram Deo considerantes quisque non pertinax erroneas opiniones circa fidem effugiat)
- Wybór pism, wyd. S. Grzeszczuk, Wrocław 1959, Biblioteka Narodowa, seria I, nr 172 (zawiera: Rozmowa plebana z ziemianinem albo dyszkurs o postanowieniu teraźniejszym Rzeczypospolitej i o sposobie zawierania sejmów R.P. 1641, Coś nowego – pisanego roku 1652 i Poeta nowy)

### Listy i materiały
- List do J. Brożka, dat. w Rytwianach 17 lutego 1643, wyd.: (niedokładnie) A. Grabowski Starożytności historyczne polskie, t. 2, Kraków 1840; H. Barycz, J. Brożek Wybór pism, t. 1, Warszawa 1956, s. 498-502
- Do Adama Kazanowskiego, z kwietnia-maja (?) 1649, wyd. R. Pollak, M. Pełczyński, A. Sajkowski; zob. Praepositiones in quibus recta et coram Deo considerantes quisque non pertinax erroneas opiniones circa fidem effugiat, dod. nr 5
- Do Krzysztofa Opalińskiego, dat. z Przemenkowa 17 sierpnia 1651, kopia: Teki Erzepkiego, rękopis Biblioteki Raczyńskich nr 1314
- Do podkanclerza koronnego A. Trzebickiego, dat. z Tęczynka 3 października 1657, ogł. L. Kubala Wojny duńskie i pokój oliwski 1657-1660. Szkice historyczne, seria VI, Lwów 1922, s. 532
- Do W. Lanckorońskiego, dat. w Krakowie 25 czerwca 1661, tekst i fot. kopii z XVIII w. ogł. J. Lankau "Prasa staropolska na tle rozwoju prasy w Europie 1513-1729", Kraków 1960, Biblioteka Wiedzy o Prasie, t. 1
- Listy do Krzysztofa Opalińskiego, głównie z lat 1641-1650 oraz pojedyncze z lat 1651-1653, wyd. R. Pollak, M. Pełczyński, A. Sajkowski, Wrocław 1957
- Od Stanisława Proskiego, dat. ze Środy 9 września 1641; od Anny Przyjemskiej, dat. z Konina 8 marca 1644, wyd. R. Pollak, M. Pełczyński, A. Sajkowski, Wrocław 1957, dod. nr 1, 2.
- Akt ratyfikacji traktatu z Danią, dat. 6 września 1657 z podpisem Ł. Opalińskiego, rękopis Biblioteki Czartoryskich vol. 388, nr 127 k. 224, nr 128 k. 228

### Utwory o autorstwie niepewnym
- Historia barzo ucieszna z francuskiego języka przełożona młodzianom i pannom przystojnej miłości hołdującym gwoli, 1642 (u H. Juszyńskiego także pt. Historia komiczna...); wyd. następne: 1665; 1676 (Estreicher XVIII, 222 notuje wyd. 1662, prawdopodobnie chodzi tu o wyd. z 1665); przedr. według edycji z 1665 J. Łoś, Petersburg 1895 Pomniki Piśmiennictwa Polskiego wyd. przez J. Zakrzewskiego; oprac. T. Kruszewska Historie świeże i niezwyczajne, Warszawa 1961, (parafraza romansu z francuskiego zbioru Histoires tragiques Belleforesta przełożonego z dzieła włoskiego Bandella; autorstwo prawdopodobne według A. Brücknera, kwestionowali: K. Tyszkowski i L. Kamykowski; przeróbka poetycka Historii... z końca XVII lub początku XVIII w., pióra nieznanego bliżej szlachcica z Rusi, w rękopisie zdefektowanym Biblioteki Czartoryskich nr 2737)
- Decyzja Jana Kazimierza, że sposób sejmowania starożytny zachowany będzie, że związki zawarte wiernie dochowane będą (projekt uchwały przyszłej konwokacji), ogł. L. Kubala Wojny duńskie i pokój oliwski, Lwów 1922, s. 532, (autorstwo bardzo prawdopodobne według W. Czaplińskiego)
- Krótka nauka budownicza dworów, pałaców, zamków podług nieba i zwyczaju polskiego, Kraków 1659, drukarnia A. Piotrkowczyka; fragmenty przedr. K. W. Wójcicki Zarysy domowe, t. 1, Warszawa 1842, s. 145-153; całość przedr. B. Podczaszyński Pamiętnik Sztuk Pięknych 1850-1854, s. 2-8, 74-75, 122-126; fragmenty przedr. Z. Gloger Budownictwo Drzewne 1907; całość wyd. krytycznie A. Miłobędzki, Wrocław 1957, Teksty Źródłowe do Dziejów Teorii Sztuki, t. 7, (autorstwo według A. Lauterbacha, T. Mańkowskiego, A. Miłobedzkiego)
- "Przestrogi do czytelnika", Merkuriusz Polski 1661, nr 1, 7. (prawdopodobieństwo autorstwa Ł. Opalińskiego wskazał J. Lankau)